# Kamet
De Kamet is een berg in de Himalaya in India. De berg heeft een hoogte van 7756 meter en staat wereldwijd op de 29ste plaats op de lijst van hoogste toppen.
Het is de op een na hoogste berg in de regio Garhwal (na de Nanda Devi, die 7816 m hoog is) en de op twee na hoogste berg van India. In Indiase statistieken staat de berg doorgaans op een lagere plaats in de lijst van hoogste toppen, aangezien de Indiase overheid de bergen in het door Pakistan bezette Kasjmir meerekent in die lijst.
De berg ligt niet ver van de grens met Tibet, in het Chamolidistrict van Uttarakhand. Kamet wordt doorgaans tot het Zanskarmassief gerekend, en is ook de hoogste top die daartoe behoort. Dit massief (dat ook wel Zanskarmassief wordt genoemd) ligt ten noorden van het centrale Himalayamassief, tussen de rivier de Suru en het bovenste deel van de rivier de Karnali.
De berg heeft de vorm van een grote piramide, met op de top een vlakker gebied waaruit twee toppen verrijzen.